# Братово (Тырговиштская область)
Братово (болг. Братово) — село в Болгарии. Находится в Тырговиштской области, входит в общину Тырговиште. Население составляет 238 человек (2022).

## Политическая ситуация
В местном кметстве Братово, в состав которого входит Братово, должность кмета (старосты) исполняет Ахмед Мехмедов Ахмедов (Движение за права и свободы (ДПС)) по результатам выборов.
Кмет (мэр) общины Тырговиште — Красимир Митев Мирев (инициативный комитет) по результатам выборов.